# فاليريو مانتوفاني
فاليريو مانتوفاني (بالإيطالية: Valerio Mantovani) هو لاعب كرة قدم إيطالي في مركز الدفاع، ولد في 18 يوليو 1996 في روما في إيطاليا. لعب مع نادي ساليرنيتانا.

## وصلات خارجية
- فاليريو مانتوفاني على موقع قاعدة بيانات كرة القدم.إي يو (الإنجليزية)
- فاليريو مانتوفاني على موقع Soccerway.com (الإنجليزية)
- فاليريو مانتوفاني على موقع عالم كرة القدم.نت (الإنجليزية)
- فاليريو مانتوفاني على موقع AS.com (الإسبانية)